# Малое Фролово (Татарстан)
Малое Фролово — деревня в Тетюшском районе Республики Татарстан Российской Федерации. Входит в состав Большешемякинского сельского поселения. Население на 2002 год — 11 жителей (русские),

## География
Малое Фролово расположено в 29 км к северо-западу от города Тетюши у истока реки Турма (басейн реки Свияга).
На 2021 год в Малом Фролово числятся 3 улицы: Курмыш, Садовая и Центральная.

## История
Основана в XVIII веке, до 1860-х годов жители относились к категории государственных крестьян, до 1920 года деревня входила в Больше-Фроловскую волость Тетюшского уезда Казанской губернии, с 1920 года в составе Тетюшского, с 1927 года — Буинского кантонов, с 10 августа 1930 года в составе Тетюшского района Татарской АССР.
Историческая численность населения: в 1859 г. — 503, в 1908 г. — 1133, в 1920 г. — 1035, в 1926 г. — 803, в 1938 г. — 849, в 1949 г. — 421, в 1958 г. — 337, в 1970 г. — 195, в 1979 г. — 89, в 1989 г. — 31 чел.

## Инфраструктура
Основа экономики — сельское хозяйство. Есть личное подсобное хозяйство.

### Достопримечательности
Стела Вечная память воинам, павшим в Великой Отечественной войне, 1941—1945 гг.

## Транспорт
Деревня доступна автотранспортом. Проходит дорога местного значения, имеющая в черте селения именование «улица Центральная».